# Deuxième circonscription de la Mayenne
La deuxième circonscription de la Mayenne est l'une des trois circonscriptions législatives françaises que compte le département de la Mayenne.

## La circonscription de 1958 à 1986

### Description géographique
Dans le découpage électoral de 1958, la troisième circonscription de la Mayenne était composée des cantons suivants :
- Canton de Bierné
- Canton de Château-Gontier
- Canton de Cossé-le-Vivien
- Canton de Craon
- Canton de Grez-en-Bouère
- Canton de Loiron
- Canton de Meslay-du-Maine
- Canton de Saint-Aignan-sur-Roë
- Canton de Sainte-Suzanne.

### Historique des députations
| Législature | Début de mandat | Fin de mandat  | Député            | Parti politique | Observations |
| ----------- | --------------- | -------------- | ----------------- | --------------- | --- |
| Ire         | 9 décembre 1958 | 9 octobre 1962 | Louis Fourmond    | CD              | Mandat écourté à la suite d'une dissolution parlementaire décidée par Charles de Gaulle.                                                                       |
| IIe         | 6 décembre 1962 | 2 avril 1967   | Louis Fourmond    | CD              | |
| IIIe        | 3 avril 1967    | 30 mai 1968    | Louis Fourmond    | PDM             | Mandat écourté à la suite d'une dissolution parlementaire décidée par Charles de Gaulle.                                                                       |
| IVe         | 11 juillet 1968 | 1er avril 1973 | Henri de Gastines | UDR             | |
| Ve          | 2 avril 1973    | 2 avril 1978   | Henri de Gastines | UDR             | |
| VIe         | 3 avril 1978    | 22 mai 1981    | Henri de Gastines | RPR             | Mandat écourté à la suite d'une dissolution parlementaire décidée par François Mitterrand.                                                                     |
| VIIe        | 2 juillet 1981  | 1er avril 1986 | Henri de Gastines | RPR             | |
| VIIIe       | 2 avril 1986    | 14 mai 1988    | Aucun             | Aucun           | Proportionnelle par département, pas de député par circonscription. Mandat écourté à la suite d'une dissolution parlementaire décidée par François Mitterrand. |

### Historique des élections

#### Élections de 1958
| Candidat       | Candidat           | Parti          | Premier tour | Premier tour | Second tour | Second tour |  |
| Candidat       | Candidat           | Parti          | Voix         | %            | Voix        | %           |  |
| -------------- | ------------------ | -------------- | ------------ | ------------ | ----------- | ----------- |  |
|                | Louis Fourmond élu | MRP            | 11 946       | 29,98        | 15 932      | 40,85       |  |
|                | Victor Priou       | CNIP           | 11 132       | 27,94        | 7 887       | 20,22       |  |
|                | Jacques Crosnier   | UNR            | 7 753        | 19,46        | 13 122      | 33,65       |  |
|                | Paul-Henri Vivion  | Modérés        | 3 776        | 9,48         | Retrait     | Retrait     |  |
|                | René Papoin        | SFIO           | 3 168        | 7,95         | Retrait     | Retrait     |  |
|                | Francis Deslandes  | PCF            | 2 067        | 5,19         | 2 059       | 5,28        |  |
|                |                    |                |              |              |             |             |  |
| Inscrits       | Inscrits           | Inscrits       | 51 941       | 100,00       | 51 940      | 100,00      |  |
| Abstentions    | Abstentions        | Abstentions    | 9 453        | 18,2         | 11 573      | 22,28       |  |
| Votants        | Votants            | Votants        | 42 488       | 81,8         | 40 367      | 77,72       |  |
| Blancs et nuls | Blancs et nuls     | Blancs et nuls | 2 646        | 6,23         | 1 367       | 3,39        |  |
| Exprimés       | Exprimés           | Exprimés       | 39 842       | 93,77        | 39 000      | 96,61       |  |

Le suppléant de Louis Fourmond était André Pichard, administrateur civil, conseiller municipal d'Azé.

#### Élections de 1962
| Candidat       | Candidat                     | Parti          | Premier tour | Premier tour | Second tour | Second tour |  |
| Candidat       | Candidat                     | Parti          | Voix         | %            | Voix        | %           |  |
| -------------- | ---------------------------- | -------------- | ------------ | ------------ | ----------- | ----------- |  |
|                | Louis Fourmond sortant réélu | MRP            | 11 958       | 35,07        | 13 208      | 37,37       |  |
|                | Victor Priou                 | CNIP           | 9 435        | 27,67        | 9 784       | 27,68       |  |
|                | Alain Pottier                | UNR-UDT        | 8 130        | 23,85        | 9 260       | 26,2        |  |
|                | Pierre Hurcy                 | SFIO           | 2 448        | 7,18         | 3 089       | 8,74        |  |
|                | Lucien Moreau                | PCF            | 2 122        | 6,22         | Retrait     | Retrait     |  |
|                |                              |                |              |              |             |             |  |
| Inscrits       | Inscrits                     | Inscrits       | 50 399       | 100,00       | 50 399      | 100,00      |  |
| Abstentions    | Abstentions                  | Abstentions    | 14 156       | 28,09        | 13 575      | 26,94       |  |
| Votants        | Votants                      | Votants        | 36 243       | 71,91        | 36 824      | 73,06       |  |
| Blancs et nuls | Blancs et nuls               | Blancs et nuls | 2 150        | 5,93         | 1 483       | 4,03        |  |
| Exprimés       | Exprimés                     | Exprimés       | 34 093       | 94,07        | 35 341      | 95,97       |  |

Le suppléant de Louis Fourmond était André Pichard.

#### Élections de 1967
| Candidat       | Candidat                     | Parti                     | Premier tour | Premier tour | Second tour | Second tour |  |
| Candidat       | Candidat                     | Parti                     | Voix         | %            | Voix        | %           |  |
| -------------- | ---------------------------- | ------------------------- | ------------ | ------------ | ----------- | ----------- |  |
|                | Louis Fourmond sortant réélu | CD (PDM)                  | 16 244       | 41,29        | 19 195      | 50,81       |  |
|                | Jean Bourdon                 | UD-Ve                     | 10 136       | 25,76        | 13 814      | 36,57       |  |
|                | Victor Priou                 | Modérés                   | 6 133        | 15,59        | Retrait     | Retrait     |  |
|                | Lucien Moreau                | PCF                       | 4 864        | 12,36        | 4 770       | 12,63       |  |
|                | Alain Pottier                | Divers droite (Gaulliste) | 1 967        | 5            |             |             |  |
|                |                              |                           |              |              |             |             |  |
| Inscrits       | Inscrits                     | Inscrits                  | 48 462       | 100,00       | 48 458      | 100,00      |  |
| Abstentions    | Abstentions                  | Abstentions               | 7 298        | 15,06        | 9 471       | 19,54       |  |
| Votants        | Votants                      | Votants                   | 41 164       | 84,94        | 38 987      | 80,46       |  |
| Blancs et nuls | Blancs et nuls               | Blancs et nuls            | 1 820        | 4,42         | 1 208       | 3,1         |  |
| Exprimés       | Exprimés                     | Exprimés                  | 39 344       | 95,58        | 37 779      | 96,9        |  |

Le suppléant de Louis Fourmond était André Pichard.

#### Élections de 1968
| Candidat       | Candidat               | Parti          | Premier tour | Premier tour | Second tour | Second tour |  |
| Candidat       | Candidat               | Parti          | Voix         | %            | Voix        | %           |  |
| -------------- | ---------------------- | -------------- | ------------ | ------------ | ----------- | ----------- |  |
|                | Louis Fourmond sortant | CD (PDM)       | 17 651       | 44,39        | 15 038      | 39,59       |  |
|                | Henri de Gastines élu  | UDR (URP)      | 15 050       | 37,85        | 18 474      | 48,63       |  |
|                | Henri Houdou           | FGDS (CIR)     | 5 287        | 13,29        | 4 473       | 11,78       |  |
|                | Lucien Moreau          | PCF            | 1 779        | 4,47         |             |             |  |
|                |                        |                |              |              |             |             |  |
| Inscrits       | Inscrits               | Inscrits       | 48 302       | 100,00       | 48 279      | 100,00      |  |
| Abstentions    | Abstentions            | Abstentions    | 7 384        | 15,29        | 9 631       | 19,95       |  |
| Votants        | Votants                | Votants        | 40 918       | 84,71        | 38 648      | 80,05       |  |
| Blancs et nuls | Blancs et nuls         | Blancs et nuls | 1 151        | 2,81         | 663         | 1,72        |  |
| Exprimés       | Exprimés               | Exprimés       | 39 767       | 97,19        | 37 985      | 98,28       |  |

Le suppléant de Henri de Gastines était Constant Poirrier, directeur commercial.

#### Élections de 1973
|                | Henri de Gastines sortant réélu | UDR (URP)      | 22 051 | 53,29  |  |  |  |
|                | Jean Arthuis                    | CD (MR)        | 10 912 | 26,37  |  |  |  |
|                | Henri Houdou                    | PS (UGSD)      | 4 613  | 11,15  |  |  |  |
|                | Pierre Corgnet                  | PCF            | 2 124  | 5,13   |  |  |  |
|                | Victor Priou                    | Divers droite  | 1 680  | 4,06   |  |  |  |
|                |                                 |                |        |        |  |  |  |
| Inscrits       | Inscrits                        | Inscrits       | 49 065 | 100,00 |  |  |  |
| Abstentions    | Abstentions                     | Abstentions    | 6 555  | 13,36  |  |  |  |
| Votants        | Votants                         | Votants        | 42 510 | 86,64  |  |  |  |
| Blancs et nuls | Blancs et nuls                  | Blancs et nuls | 1 130  | 2,66   |  |  |  |
| Exprimés       | Exprimés                        | Exprimés       | 41 380 | 97,34  |  |  |  |

Le suppléant de Henri de Gastines était Constant Poirrier.

#### Élections de 1978
|                | Henri de Gastines sortant réélu | RPR            | 32 042 | 68,64  |  |  |  |
|                | François Morin                  | PS             | 10 167 | 21,78  |  |  |  |
|                | Philippe Delahaie               | PCF            | 2 824  | 6,05   |  |  |  |
|                | Colette Grandin                 | LO             | 1 645  | 3,52   |  |  |  |
|                |                                 |                |        |        |  |  |  |
| Inscrits       | Inscrits                        | Inscrits       | 55 587 | 100,00 |  |  |  |
| Abstentions    | Abstentions                     | Abstentions    | 7 367  | 13,25  |  |  |  |
| Votants        | Votants                         | Votants        | 48 220 | 86,75  |  |  |  |
| Blancs et nuls | Blancs et nuls                  | Blancs et nuls | 1 542  | 3,2    |  |  |  |
| Exprimés       | Exprimés                        | Exprimés       | 46 678 | 96,8   |  |  |  |

Le suppléant de Henri de Gastines était Constant Poirrier.

#### Élections de 1981
|                | Henri de Gastines sortant réélu | RPR (UNM)      | 28 935 | 69,55  |  |  |  |
|                | Rémi Gelot                      | PS             | 10 538 | 25,33  |  |  |  |
|                | Guy Coignard                    | PCF            | 2 127  | 5,11   |  |  |  |
|                | Bernard Hulin                   | CCA            | 0      | 0,00   |  |  |  |
|                |                                 |                |        |        |  |  |  |
| Inscrits       | Inscrits                        | Inscrits       | 57 168 | 100,00 |  |  |  |
| Abstentions    | Abstentions                     | Abstentions    | 14 736 | 25,78  |  |  |  |
| Votants        | Votants                         | Votants        | 42 432 | 74,22  |  |  |  |
| Blancs et nuls | Blancs et nuls                  | Blancs et nuls | 832    | 1,96   |  |  |  |
| Exprimés       | Exprimés                        | Exprimés       | 41 600 | 98,04  |  |  |  |

Le suppléant de Henri de Gastines était Norbert Bouvet, agriculteur, maire de Villiers-Charlemagne, conseiller général du canton de Grez-en-Bouère à partir de 1982.

## La circonscription de 1986 à 2010

### Description géographique et démographique
Dans le découpage électoral de la loi no 86-1197 du 24 novembre 1986
, la circonscription regroupe les cantons suivants :
- Canton de Bierné
- Canton de Château-Gontier-Est
- Canton de Château-Gontier-Ouest
- Canton de Cossé-le-Vivien
- Canton de Craon
- Canton de Grez-en-Bouère
- Canton de Loiron
- Canton de Meslay-du-Maine
- Canton de Saint-Aignan-sur-Roë
- Canton de Sainte-Suzanne.

### Historique des députations
| Législature | Début de mandat | Fin de mandat  | Député            | Parti politique            | Observations                                                                          |
| ----------- | --------------- | -------------- | ----------------- | -------------------------- | ------------------------------------------------------------------------------------- |
| IXe         | 23 juin 1988    | 1er avril 1993 | Henri de Gastines | RPR                        |                                                                                       |
| Xe          | 2 avril 1993    | 21 avril 1997  | Henri de Gastines | RPR                        | Mandat écourté à la suite d'une dissolution parlementaire décidée par Jacques Chirac. |
| XIe         | 12 juin 1997    | 18 juin 2002   | Henri de Gastines | RPR                        |                                                                                       |
| XIIe        | 19 juin 2002    | 19 juin 2007   | Marc Bernier,     | UMP,                       |                                                                                       |
| XIIIe       | 20 juin 2007    | 19 juin 2012   | Marc Bernier      | UMP & République solidaire |                                                                                       |

### Historique des élections

#### Élections de 1988
|                | Henri de Gastines sortant réélu | RPR (URC)      | 27 610 | 67,45  |  |  |  |
|                | Bruno Hérissé                   | PS             | 10 566 | 25,81  |  |  |  |
|                | Hubert Laugery                  | FN             | 1 417  | 3,46   |  |  |  |
|                | Jean-Marc Hergott               | PCF            | 1 339  | 3,27   |  |  |  |
|                |                                 |                |        |        |  |  |  |
| Inscrits       | Inscrits                        | Inscrits       | 59 584 | 100,00 |  |  |  |
| Abstentions    | Abstentions                     | Abstentions    | 17 567 | 29,48  |  |  |  |
| Votants        | Votants                         | Votants        | 42 017 | 70,52  |  |  |  |
| Blancs et nuls | Blancs et nuls                  | Blancs et nuls | 1 085  | 2,58   |  |  |  |
| Exprimés       | Exprimés                        | Exprimés       | 40 932 | 97,42  |  |  |  |

Le suppléant de Henri de Gastines était Norbert Bouvet.

#### Élections de 1993
|                | Henri de Gastines sortant réélu | RPR (UPF)      | 26 387 | 65,7   |  |  |  |
|                | Joël Patoureau                  | Les Verts (EÉ) | 3 647  | 9,08   |  |  |  |
|                | Paul Le Morvan                  | FN             | 3 243  | 8,07   |  |  |  |
|                | Alain Pers                      | PS (ADFP)      | 2 921  | 7,27   |  |  |  |
|                | Moïse Lesage                    | Extrême droite | 1 606  | 4      |  |  |  |
|                | Maria Fiori                     | LT-LNÉ         | 1 363  | 3,39   |  |  |  |
|                | Jacques Fourgeaud               | PCF            | 998    | 2,48   |  |  |  |
|                |                                 |                |        |        |  |  |  |
| Inscrits       | Inscrits                        | Inscrits       | 61 095 | 100,00 |  |  |  |
| Abstentions    | Abstentions                     | Abstentions    | 16 424 | 26,88  |  |  |  |
| Votants        | Votants                         | Votants        | 44 671 | 73,12  |  |  |  |
| Blancs et nuls | Blancs et nuls                  | Blancs et nuls | 4 506  | 10,09  |  |  |  |
| Exprimés       | Exprimés                        | Exprimés       | 40 165 | 89,91  |  |  |  |

Le suppléant de Henri de Gastines était Norbert Bouvet.

#### Élections de 1997
| Candidat       | Candidat                        | Parti          | Premier tour | Premier tour | Second tour | Second tour |  |
| Candidat       | Candidat                        | Parti          | Voix         | %            | Voix        | %           |  |
| -------------- | ------------------------------- | -------------- | ------------ | ------------ | ----------- | ----------- |  |
|                | Henri de Gastines sortant réélu | RPR            | 14 773       | 36,1         | 24 929      | 62,35       |  |
|                | Georges Garot                   | PS             | 7 614        | 18,61        | 15 052      | 37,65       |  |
|                | Norbert Bouvet                  | diss. RPR      | 5 720        | 13,98        |             |             |  |
|                | Philippe Henry                  | Divers droite  | 4 264        | 10,42        |             |             |  |
|                | Paul Le Morvan                  | FN             | 2 955        | 7,22         |             |             |  |
|                | Sophie Lefort                   | LDI (MPF)      | 1 593        | 3,89         |             |             |  |
|                | Félix Houdbine                  | GÉ             | 1 380        | 3,37         |             |             |  |
|                | Joël Patoureau                  | Les Verts      | 1 321        | 3,23         |             |             |  |
|                | Jacques Fourgeaud               | PCF            | 1 207        | 2,95         |             |             |  |
|                | Jean-Claude Le Fur              | Divers droite  | 92           | 0,22         |             |             |  |
|                |                                 |                |              |              |             |             |  |
| Inscrits       | Inscrits                        | Inscrits       | 61 694       | 100,00       | 61 691      | 100,00      |  |
| Abstentions    | Abstentions                     | Abstentions    | 17 574       | 28,49        | 18 912      | 30,66       |  |
| Votants        | Votants                         | Votants        | 44 120       | 71,51        | 42 779      | 69,34       |  |
| Blancs et nuls | Blancs et nuls                  | Blancs et nuls | 3 201        | 7,26         | 2 798       | 6,54        |  |
| Exprimés       | Exprimés                        | Exprimés       | 40 919       | 92,74        | 39 981      | 93,46       |  |

Le suppléant d'Henri de Gastines était Marc Bernier, chirurgien-dentiste, maire de Vaiges, conseiller général du Canton de Sainte-Suzanne.

#### Élections de 2002
| Candidat       | Candidat                 | Parti             | Premier tour | Premier tour | Second tour | Second tour |  |
| Candidat       | Candidat                 | Parti             | Voix         | %            | Voix        | %           |  |
| -------------- | ------------------------ | ----------------- | ------------ | ------------ | ----------- | ----------- |  |
|                | Marc Bernier élu         | UMP               | 11 541       | 28,84        | 15 723      | 52,08       |  |
|                | Didier Pillon            | UDF               | 7 877        | 19,68        | 14 465      | 47,92       |  |
|                | Nadine Menn              | PS                | 6 919        | 17,29        |             |             |  |
|                | Élisabeth Doineau        | Divers droite     | 6 888        | 17,21        |             |             |  |
|                | Luc Perrel               | FN                | 2 253        | 5,63         |             |             |  |
|                | Jean-Yves Griot          | Les Verts         | 1 595        | 3,99         |             |             |  |
|                | Maurice Moitel           | LCR               | 601          | 1,5          |             |             |  |
|                | Martine Amelin           | LO                | 462          | 1,15         |             |             |  |
|                | Louis Michel             | Divers écologiste | 452          | 1,13         |             |             |  |
|                | Sophie Lefort            | MPF               | 400          | 1            |             |             |  |
|                | Claudette Lefebvre       | PCF               | 277          | 0,69         |             |             |  |
|                | Hugues de Croze          | Divers            | 246          | 0,61         |             |             |  |
|                | Jean-Léon Rochefort      | MNR               | 204          | 0,51         |             |             |  |
|                | Moïse Lesage             | Divers            | 171          | 0,43         |             |             |  |
|                | Katia Guéganou-Verheyden | Pôle républicain  | 138          | 0,34         |             |             |  |
|                |                          |                   |              |              |             |             |  |
| Inscrits       | Inscrits                 | Inscrits          | 65 042       | 100,00       | 65 040      | 100,00      |  |
| Abstentions    | Abstentions              | Abstentions       | 23 677       | 36,4         | 30 853      | 47,44       |  |
| Votants        | Votants                  | Votants           | 41 365       | 63,6         | 34 187      | 52,56       |  |
| Blancs et nuls | Blancs et nuls           | Blancs et nuls    | 1 341        | 3,24         | 3 999       | 11,7        |  |
| Exprimés       | Exprimés                 | Exprimés          | 40 024       | 96,76        | 30 188      | 88,3        |  |

La suppléante de Marc Bernier était Marguerite Géré, maire de Saint-Loup-du-Dorat, conseillère régionale, agricultrice.

#### Élections de 2007
| Candidat       | Candidat                   | Parti          | Premier tour | Premier tour | Second tour | Second tour |  |
| Candidat       | Candidat                   | Parti          | Voix         | %            | Voix        | %           |  |
| -------------- | -------------------------- | -------------- | ------------ | ------------ | ----------- | ----------- |  |
|                | Marc Bernier sortant réélu | UMP            | 17 373       | 43,26        | 18 051      | 51,8        |  |
|                | Élisabeth Doineau          | UDF–MoDem      | 7 775        | 19,36        | 16 796      | 48,2        |  |
|                | Linda Bruneau              | PS             | 7 040        | 17,53        |             |             |  |
|                | Brigitte Angibaud          | Divers droite  | 2 324        | 5,79         |             |             |  |
|                | Jean-Yves Griot            | Les Verts      | 1 471        | 3,66         |             |             |  |
|                | Katell Mautin              | FN             | 918          | 2,29         |             |             |  |
|                | Vincent Saulnier           | Divers droite  | 860          | 2,14         |             |             |  |
|                | Sophie Lefort              | MPF            | 612          | 1,52         |             |             |  |
|                | Dominique Noirot           | LCR            | 597          | 1,49         |             |             |  |
|                | Martine Amelin             | LO             | 416          | 1,04         |             |             |  |
|                | Joseph Gaudin              | Divers         | 402          | 1            |             |             |  |
|                | Claudette Lefebvre         | PCF            | 371          | 0,92         |             |             |  |
|                | Guy Rousseau               | IR             | 3            | 0,01         |             |             |  |
|                |                            |                |              |              |             |             |  |
| Inscrits       | Inscrits                   | Inscrits       | 66 988       | 100,00       | 66 988      | 100,00      |  |
| Abstentions    | Abstentions                | Abstentions    | 25 647       | 38,29        | 30 198      | 45,08       |  |
| Votants        | Votants                    | Votants        | 41 341       | 61,71        | 36 790      | 54,92       |  |
| Blancs et nuls | Blancs et nuls             | Blancs et nuls | 1 179        | 2,85         | 1 943       | 5,28        |  |
| Exprimés       | Exprimés                   | Exprimés       | 40 162       | 97,15        | 34 847      | 94,72       |  |

## La circonscription depuis 2010

### Description géographique
À la suite du redécoupage des circonscriptions législatives françaises de 2010, induit par l'ordonnance no 2009-935 du 29 juillet 2009, ratifiée par le Parlement français le 21 janvier 2010, la deuxième circonscription de la Mayenne regroupe les divisions administratives suivantes :
- Canton de Bierné
- Canton de Château-Gontier-Est
- Canton de Château-Gontier-Ouest
- Canton de Cossé-le-Vivien
- Canton de Craon
- Canton de Grez-en-Bouère
- Canton de Laval-Nord-Ouest
- Canton de Meslay-du-Maine
- Canton de Saint-Aignan-sur-Roë
- Canton de Saint-Berthevin
- Canton de Sainte-Suzanne.

### Historique des députations
| Législature | Début de mandat | Fin de mandat | Député                | Parti politique | Observations                                                                           |
| ----------- | --------------- | ------------- | --------------------- | --------------- | -------------------------------------------------------------------------------------- |
| XIVe        | 20 juin 2012    | 20 juin 2017  | Guillaume Chevrollier | UMP/LR          |                                                                                        |
| XVe         | 21 juin 2017    | 21 juin 2022  | Géraldine Bannier     | MoDem           |                                                                                        |
| XVIe        | 22 juin 2022    | 9 juin 2024   | Géraldine Bannier     | MoDem           | Mandat écourté à la suite d'une dissolution parlementaire décidée par Emmanuel Macron. |
| XVIIe       | 8 juillet 2024  | En cours      | Géraldine Bannier     | MoDem           |                                                                                        |

### Historique des élections

#### Élections de 2012
| Candidat       | Candidat                  | Parti                             | Premier tour | Premier tour | Second tour | Second tour |  |
| Candidat       | Candidat                  | Parti                             | Voix         | %            | Voix        | %           |  |
| -------------- | ------------------------- | --------------------------------- | ------------ | ------------ | ----------- | ----------- |  |
|                | Marie-Noëlle Tribondeau   | Divers gauche (PS, PRG, MRC, MUP) | 13 661       | 30,64        | 20 446      | 48,27       |  |
|                | Guillaume Chevrollier élu | UMP                               | 9 246        | 20,74        | 21 910      | 51,73       |  |
|                | Philippe Henry            | Divers droite                     | 7 686        | 17,24        |             |             |  |
|                | Élisabeth Doineau         | AC                                | 6 770        | 15,19        |             |             |  |
|                | Jocelyne Mallez           | RBM (FN)                          | 3 637        | 8,16         |             |             |  |
|                | Claude Gourvil            | EÉLV                              | 1 766        | 3,96         |             |             |  |
|                | Julie Cochin              | FG (PCF) (PG)                     | 1 046        | 2,35         |             |             |  |
|                | Mégane Manfroi            | DLR                               | 320          | 0,72         |             |             |  |
|                | Martine Amelin            | LO                                | 299          | 0,67         |             |             |  |
|                | Joachim Carlier           | NPA                               | 148          | 0,33         |             |             |  |
|                |                           |                                   |              |              |             |             |  |
| Inscrits       | Inscrits                  | Inscrits                          | 76 725       | 100,00       | 76 721      | 100,00      |  |
| Abstentions    | Abstentions               | Abstentions                       | 31 268       | 40,75        | 32 893      | 42,87       |  |
| Votants        | Votants                   | Votants                           | 45 457       | 59,25        | 43 828      | 57,13       |  |
| Blancs et nuls | Blancs et nuls            | Blancs et nuls                    | 878          | 1,93         | 1 472       | 3,36        |  |
| Exprimés       | Exprimés                  | Exprimés                          | 44 579       | 98,07        | 42 356      | 96,64       |  |

#### Élections de 2017
|                                                                            |                                                                                                |                           |                           |                          |                          |
|                                                                            |                                                                                                | Premier tour 11 juin 2017 | Premier tour 11 juin 2017 | Second tour 18 juin 2017 | Second tour 18 juin 2017 |
|                                                                            |                                                                                                |                           |                           |                          |                          |
|                                                                            |                                                                                                | Nombre                    | % des inscrits            | Nombre                   | % des inscrits           |
| Inscrits                                                                   | Inscrits                                                                                       | 77 825                    | 100,00                    | 77 826                   | 100,00                   |
| Abstentions                                                                | Abstentions                                                                                    | 37 298                    | 47,93                     | 42 115                   | 54,11                    |
| Votants                                                                    | Votants                                                                                        | 40 527                    | 52,07                     | 35 711                   | 45,89                    |
|                                                                            |                                                                                                |                           | % des votants             |                          | % des votants            |
| Bulletins blancs                                                           | Bulletins blancs                                                                               | 829                       | 2,05                      | 2 088                    | 5,85                     |
| Bulletins nuls                                                             | Bulletins nuls                                                                                 | 282                       | 0,70                      | 741                      | 2,07                     |
| Suffrages exprimés                                                         | Suffrages exprimés                                                                             | 39 416                    | 97,26                     | 32 882                   | 92,08                    |
|                                                                            |                                                                                                |                           |                           |                          |                          |
| Candidat Étiquette politique (partis et alliances)                         | Candidat Étiquette politique (partis et alliances)                                             | Voix                      | % des exprimés            | Voix                     | % des exprimés           |
|                                                                            |                                                                                                |                           |                           |                          |                          |
|                                                                            | Géraldine Bannier Mouvement démocrate (La République en marche)                                | 15 077                    | 38,25                     | 18 013                   | 54,78                    |
|                                                                            | Guillaume Chevrollier (député sortant) Les Républicains (Union des démocrates et indépendants) | 11 729                    | 29,76                     | 14 869                   | 45,22                    |
|                                                                            | Marie-Noëlle Tribondeau Parti socialiste (Parti radical de gauche)                             | 3 501                     | 8,88                      |                          |                          |
|                                                                            | Sylviane Dégé Front national                                                                   | 3 038                     | 7,71                      |                          |                          |
|                                                                            | Françoise Marchand Europe Écologie Les Verts (Nouvelle Donne)                                  | 1 789                     | 4,54                      |                          |                          |
|                                                                            | Émeline Rio La France insoumise                                                                | 1 541                     | 3,91                      |                          |                          |
|                                                                            | Florian Derouet Parti communiste français                                                      | 1 097                     | 2,78                      |                          |                          |
|                                                                            | Françoise Chivert Debout la France                                                             | 529                       | 1,34                      |                          |                          |
|                                                                            | Joseph Gaudin Divers (Parti du vote blanc)                                                     | 315                       | 0,80                      |                          |                          |
|                                                                            | Marie de Ponfilly Extrême droite (Souveraineté, identité et libertés)                          | 300                       | 0,76                      |                          |                          |
|                                                                            | Martin Bordeau Divers (Union populaire républicaine)                                           | 250                       | 0,63                      |                          |                          |
|                                                                            | Maryse Lépron Lutte ouvrière                                                                   | 250                       | 0,63                      |                          |                          |
| Source : Ministère de l'Intérieur - Deuxième circonscription de la Mayenne |                                                                                                |                           |                           |                          |                          |

#### Élections de 2022
| Résultats des élections législatives des 12 et 19 juin 2022 de la 2e circonscription de la Mayenne |                          |                          |              |              |             |             |
| Candidat                                                                                           | Candidat                 | Parti et coalition       | Premier tour | Premier tour | Second tour | Second tour |
| Candidat                                                                                           | Candidat                 | Parti et coalition       | Voix         | %            | Voix        | %           |
| | Géraldine Bannier        | MoDem (ENS)              | 10 019       | 27,10        | 19 812      | 58,62       |
| | Grégory Boisseau         | EÉLV (NUPES)             | 8 834        | 23,89        | 13 983      | 41,38       |
| | Christophe Langouët      | LREM diss.               | 7 053        | 19,08        |             |             |
| | Jean-Michel Cadenas      | RN                       | 5 966        | 16,14        |             |             |
| | Sophie Dirson            | LR (UDC)                 | 2 804        | 7,58         |             |             |
| | Pierre D'Herbais         | REC                      | 1 317        | 3,56         |             |             |
| | Jean Bayle de Jessé      | DLF (UPF)                | 553          | 1,50         |             |             |
| | Jean-Luc Placé           | LO                       | 429          | 1,16         |             |             |
| Votes valides                                                                                      | Votes valides            | Votes valides            | 36 975       | 96,93        | 33 795      | 92,59       |
| Votes blancs                                                                                       | Votes blancs             | Votes blancs             | 812          | 2,13         | 1 865       | 5,11        |
| Votes nuls                                                                                         | Votes nuls               | Votes nuls               | 359          | 0,94         | 841         | 2,30        |
| Total                                                                                              | Total                    | Total                    | 38 146       | 100          | 36 501      | 100         |
| Abstention                                                                                         | Abstention               | Abstention               | 40 921       | 51,75        | 42 589      | 53,85       |
| Inscrits / participation                                                                           | Inscrits / participation | Inscrits / participation | 79 067       | 48,25        | 79 090      | 46,15       |

#### Élections de 2024
| Résultats des élections législatives des 30 juin et 7 juillet 2024 |                          |                                 |                          |              |              |             |             |
| Candidat                                                           | Candidat                 | Parti et coalition              | Nuance                   | Premier tour | Premier tour | Second tour | Second tour |
| Candidat                                                           | Candidat                 | Parti et coalition              | Nuance                   | Voix         | %            | Voix        | %           |
|                                                                    | Géraldine Bannier        | Mouvement démocrate (ENS)       | ENS                      | 18 746       | 35,17        | 33 257      | 63,98       |
|                                                                    | Jean-Michel Cadenas      | Rassemblement national          | RN                       | 16 944       | 31,79        | 18 727      | 36,02       |
|                                                                    | Grégory Boisseau         | Europe Écologie Les Verts (NFP) | UG                       | 12 135       | 22,77        | Retrait     | Retrait     |
|                                                                    | Pierre-Elie Guyon        | Les Républicains                | DVD                      | 4 877        | 9,15         |             |             |
|                                                                    | Jean-Luc Placé           | Lutte ouvrière                  | EXG                      | 390          | 0,73         |             |             |
|                                                                    | Patrice Grudé            | Lberté Démocratique Française   | DIV                      | 209          | 0,39         |             |             |
| Votes valides                                                      | Votes valides            | Votes valides                   | Votes valides            | 53 301       | 96,95        | 51 984      | 94,86       |
| Votes blancs                                                       | Votes blancs             | Votes blancs                    | Votes blancs             | 1 161        | 2,11         | 2 081       | 3,80        |
| Votes nuls                                                         | Votes nuls               | Votes nuls                      | Votes nuls               | 517          | 0,94         | 734         | 1,34        |
| Total                                                              | Total                    | Total                           | Total                    | 54 979       | 100          | 54 799      | 100         |
| Abstention                                                         | Abstention               | Abstention                      | Abstention               | 24 780       | 31,07        | 24 997      | 31,33       |
| Inscrits / participation                                           | Inscrits / participation | Inscrits / participation        | Inscrits / participation | 79 759       | 68,93        | 79 796      | 68,67       |

#### Département de la Mayenne
- La fiche de l'INSEE de cette circonscription : « Tableaux et Analyses de la deuxième circonscription de la Mayenne », sur insee.fr, site de l'Institut national de la statistique et des études économiques (consulté le 10 juin 2007) [PDF]

- « Tous les députés du département de la Mayenne depuis 1789 », sur assemblee-nationale.fr, site de l'Assemblée nationale française (consulté le 10 juin 2007)

- « Informations contentieuses sur le département de la Mayenne (Élections législatives de 2002) »(Archive.org • Wikiwix • Archive.is • Google • Que faire ?), sur conseil-constitutionnel.fr, site du Conseil constitutionnel (consulté le 13 juin 2007)

#### Circonscriptions en France
- « Carte des circonscriptions législatives en France », sur assemblee-nationale.fr, site de l'Assemblée nationale française (consulté le 10 juin 2007)

- « Résultats électoraux officiels en France »(Archive.org • Wikiwix • Archive.is • Google • Que faire ?), sur interieur.gouv.fr, site du ministère de l'Intérieur (France) (consulté le 13 juin 2007)

- Description et Atlas des circonscriptions électorales de France sur http://www.atlaspol.com, Atlaspol, site de cartographie géopolitique, consulté le 13 juin 2007.